# نوريكو أوغاوا
نوريكو أوغاوا (باليابانية: 小川範子؛ بالكانا: おがわ のりこ) هي مغنية ومؤدية صوت وممثلة يابانية، ولدت في 1973 في تاتشيكاوا في اليابان.

## وصلات خارجية
- الموقع الرسمي
- نوريكو أوغاوا على موقع IMDb (الإنجليزية)
- نوريكو أوغاوا على موقع ميوزك برينز (الإنجليزية)
- نوريكو أوغاوا على موقع ديسكوغز (الإنجليزية)
- نوريكو أوغاوا على موقع قاعدة بيانات الفيلم (الإنجليزية)